# Spiltaligan
Spiltaligan var ett kriminellt ungdomsgäng från Östermalm i Stockholm som på 1950-talet gjorde sig skyldigt till våldsbrott och lätt kriminalitet. De hotade bland annat folk med stiletter.
Spiltaligan självdog allt eftersom medlemmarna blev lite äldre. En del av medlemmarna dog också och några hamnade i fängelse. 

## Historik
Barnavårdsnämnden ville sända dessa missanpassade pojkar på så kallat skogsläger, men ungdomsvårdsplatserna räckte inte till. 1958 erbjöd sig boxningsklubben Narva BK, med sina erfarenheter från Hökarängsligan, att ta sig an ungdomarna om staden kunde ordna lokal. Man fick ett gott stöd av polisen på Östermalm. 
Namnet Spiltaligan antogs från Spiltan som var en lekplats på Styrmansgatan, vilken var ligans samlingspunkt. Även de andra hörnorna på korsningen Styrmansgatan/Linnégatan utgjorde samlingsplatser. En av dessa var ett fik som kallades "Skitiga knuten". På vintrarna var det mest hörnan vid Elverket som gällde, där det fanns ett galler som släppte ut varmluft, så det hörnet kallades "värmen". För övrigt drog de runt på fik på Östermalm och blev till slut portade överallt. Ett av de sista samlingsställena som fanns var biografen Artist på Grev Turegatan, där det även fanns ett fik. 
Man kan nog säga att Spiltaligan självdog allt eftersom medlemmarna blev lite äldre. En del av medlemmarna dog också och några hamnade i fängelse.  
2011 sökte Östermalmsnytt upp några av de tidigare medlemmarna, som berättade om sina minnen från tiden i Spiltaligan